# Епідемія Близькосхідного респіраторного синдрому у Південній Кореї (2015)
У травні 2015 року у Південній Кореї виникла епідемія Близькосхідного респіраторного синдрому (MERS). Даний вірус вперше був знайдений єгипетським вченим у Саудівській Аравії в квітні 2012 року.
Станом на 9 червня 2015 року 2 208 шкіл тимчасово зачинені, включно з 20 університетами. Станом на 19 червня 166 відомих випадків зараження і 24 людей померло, 5 930 ізольовані вдома або в спеціальних державних закладах.

## Статистика інфікованих
| Дата                  | Хворі | Померли |
| --------------------- | ----- | ------- |
| 2015-05-20            | 1     |         |
| 2015-05-21            | 3     |         |
| 2015-05-26            | 4     |         |
| 2015-05-27            | 5     |         |
| 2015-05-28            | 7     |         |
| 2015-05-29            | 12    |         |
| 2015-05-30            | 13    |         |
| 2015-05-31            | 15    |         |
| 2015-06-01            | 18    | 1       |
| 2015-06-02            | 25    | 2       |
| 2015-06-03            | 30    | 2       |
| 2015-06-04            | 36    | 3       |
| 2015-06-05            | 41    | 4       |
| 2015-06-06            | 50    | 4       |
| 2015-06-07            | 64    | 5       |
| 2015-06-08            | 87    | 6       |
| 2015-06-09            | 100   | 7       |
| 2015-06-10            | 108   | 9       |
| 2015−06−11            | 122   | 10      |
| 2015−06−12            | 126   | 13      |
| 2015−06−13            | 138   | 14      |
| 2015−06−14            | 150   | 16      |
| 2015−06−15            | 154   | 19      |
| 2015−06−16            | 162   | 19      |
| 2015−06−17            | 165   | 23      |
| 2015−06−18            | 166   | 24      |
| 2015−06−19            | 166   | 24      |
| 2015−06−20            | 169   | 25      |
| 2015−06−21            | 172   | 27      |
| 2015−06−22            | 175   | 27      |
| 2015−06−23            | 179   | 27      |
| 2015-07-02            | 183   | 33      |
| Всього захворіло: 179 |       |         |
| Всього померло: 27    |       |         |

### Графіки

Епідемія 2015 MERS в Південній Кореї
підтверджені випадки захворювання MERS
кількість чоловік із MERS на карантині